# Ivan Kolev (luptător)
Ivan Kolev (n. 17 aprilie 1951, Cirpan, Stara Zagora, Bulgaria) este un luptător ce a reprezentat Bulgaria, medaliat olimpic. A participat la 2 ediții ale Jocurilor Olimpice (1972, 1976) în care a câștigat o medalie de bronz.